# Midland Main Line
Midland Main Line – jedna z głównych linii kolejowych Wielkiej Brytanii, w środkowej Anglii, prowadząca z Londynu (St Pancras International) do Leeds (Leeds City). Linia przebiega przez regiony Wielkiego Londynu, East of England, East Midlands oraz Yorkshire and the Humber. Głównymi miastami na trasie linii są Luton, Bedford, Kettering, Leicester, Derby, Nottingham, Chesterfield i Sheffield.
W pobliżu miasta Long Eaton Midland Main Line ulega rozdzieleniu – zachodnia nitka prowadzi w kierunku miasta Derby, a dalej na odcinku wspólnym z Cross Country Route przez Chesterfield i Sheffield do Leeds, wschodnia natomiast w kierunku Nottingham.
Linia jest zelektryfikowana jedynie na odcinku Londyn-Bedford i ma rozstaw normalnotorowy (1435 mm).
Większość przewozów pasażerskie na linii obsługiwanych jest przez spółkę East Midlands Trains. Inni przewoźnicy operujący na linii to First Capital Connect (połączenia na odcinku Bedford-Londyn), CrossCountry (na odcinku Derby-Leeds oraz Derby-Nottingham) oraz Northern Rail (na odcinku Derby-Sheffield)